# Parque fluvial del Tíber
El parque fluvial del Tíber es un parque regional de Umbría. Nació en el año 1990 como área protegida del WWF. Su territorio se extiende por 7 municipios de la provincia de Terni y pasa también cerca de la Comunità Montana dell'Amerino. En el parque hay también yacimientos arqueológicos en los municipios de Baschi y Orvieto.

## La flora
La flora del parque se caracteriza por la vegetación típica de los humedales. Son típicos la encina, el salguero y el álamo.

## La fauna
La fauna del parque comprende el águila pescadora, el cisne, la garza blanca, la garza real, el cormorán y el ratonero. Entre los peces, puede encontrarse la perca, el lucio y la carpa.